# Going Hard 3
Going Hard 3 è il terzo mixtape del rapper italiano Tony Boy, pubblicato il 6 dicembre 2024 dalla Warner Music Italy.

## Antefatti
L'album è il seguito del secondo album del rapper Going Hard 2, pubblicato nel 2021 e anch'esso seguito dell'album di debutto di Tony Boy Going Hard del 2020.

## Tracce
1. Bnb Life – 3:20
2. Perdono (feat. Shiva) – 3:15
3. Tutti i giorni – 3:18
4. Il tempo cura – 2:32
5. Nn so se (feat. Kid Yugi) – 2:24
6. Per te lascio il party (feat. Artie 5ive) – 3:16
7. Leanin' – 2:28
8. Segnali di fumo – 2:20
9. In automatico – 2:59
10. Cerchio – 2:08
11. Fino a domani – 2:20
12. Fare presto – 2:28
13. Non mi basta mai (feat. Capo Plaza & Frah Quintale) – 3:34
14. Fino all'alba – 2:10
15. Etc (feat. Nardo Wick) – 2:08
16. Lavoro – 0:59
17. Codeine (feat. Anna) – 2:10
18. Stanza – 2:18
19. Respiro – 2:35
20. Total Black – 2:59

## Successo commerciale
L'album ha debuttato alla seconda posizione della Classifica FIMI Album. Alla seconda settimana dopo la pubblicazione, l'album è stato certificato disco d'oro dalla FIMI.

## Classifiche

### Classifiche settimanali
| Classifica (2024) | Posizione massima |
| ----------------- | ----------------- |
| Italia            | 2                 |

### Classifiche di fine anno
| Classifica (2024) | Posizione |
| ----------------- | --------- |
| Italia            | 44        |